# IC 4750
IC 4750 је лентикуларна галаксија у сазвјежђу Паун која се налази на листи објеката дубоког неба у Индекс каталогу.
Деклинација објекта је - 62° 58' 16" а ректасцензија 18h 43m 2,4s. Привидна величина (магнитуда) објекта IC 4750 износи 14,2 а фотографска магнитуда 15,1. IC 4750 је још познат и под ознакама ESO 103-55, DRCG 51-54, PGC 62308.